# Vaughan Glacier
Vaughan Glacier är en glaciär i Antarktis. Den ligger i Västantarktis. Nya Zeeland gör anspråk på området. Vaughan Glacier ligger 1 081 meter över havet.
Terrängen runt Vaughan Glacier är kuperad västerut, men österut är den platt. Terrängen runt Vaughan Glacier sluttar österut. Trakten är obefolkad. Det finns inga samhällen i närheten. 